# Louise de Prusse (1808-1870)
Pour les articles homonymes, voir Louise de Prusse.
Luise Auguste Wilhelmine Amalie von Preußen (née le 1er février 1808 à Kœnigsberg; † 6 décembre 1870 dans l'Hôtel de Pauw à Wassenaar) est une princesse de Prusse de la maison de Hohenzollern ; elle devint par son mariage princesse des Pays-Bas.

## Biographie
Née après la défaite d'Ièna qui établit l'hégémonie de la France sur l'Allemagne, Louise était la dernière fille du roi de Prusse Frédéric-Guillaume III (1770–1840) et de la fameuse reine Louise (1776–1810), fille du grand-duc Charles II, incarnation de la résistance Prussienne à la France. La chambre élue de la province de Prusse-Orientale parraina cette princesse.
La reine Louise mourut en 1810. L'empire Français s'effondra en 1814 et le Congrès de Vienne agrandit considérablement la Prusse qui gagna la Rhénanie et devint un fer de lance de la Sainte-Alliance. La princesse Louise épousa le 21 mai 1825 à Berlin le prince Frédéric des Pays-Bas (1797–1881) à qui elle donna quatre enfants :
- Louise d'Orange-Nassau (1828–1871)

∞ 1850 roi Charles XV de Suède (1826–1872)
- Frédéric (1833–1834)
- Guillaume (1836–1846)
- Marie (1841–1910)

∞ 1871 prince Guillaume-Adolphe de Wied (1845–1907)

Il y a à Berlin-Mitte une Luisenstrasse.